# 28607 Jiayipeng
28607 Jiayipeng este un asteroid din centura principală de asteroizi.

## Descriere
28607 Jiayipeng este un asteroid din centura principală de asteroizi. A fost descoperit pe 9 martie 2000 la Socorro, New Mexico, în cadrul proiectului LINEAR. Asteroidul prezintă o orbită caracterizată de o semiaxă mare de 2,24 ua, o excentricitate de 0,13 și o înclinație de 4,5° în raport cu ecliptica.